# HD141556
Хі Вовка (Chi Lup / χ Lupi / χ Lup; HD141556) є спектрально подвійною зорею, розташована в сузір'ї Вовк. Ця подвійна система має видиму зоряну величину в смузі V приблизно 3,957. Первинна зоря цієї системи належить до типу ртутно-манганових зір, має спектральний клас B9.5V й має підвищений вміст Hg та Y, а вторинна зоря належить до типу зір з металічними лініями й має спектральний клас A2Vm. Вона розташована на відстані близько 205,6 світлових років від Сонця.

## Фізичні характеристики
Хі Вовка обертається дуже повільно навколо своєї осі. Проєкція її екваторіальної швидкості на промінь зору становить Vsin(i) = 9 км/сек.

## Пекулярний хімічний склад
Зоряна атмосфера Хі Вовка має підвищений вміст ітрію.

## Магнітне поле
Спектр Хі Вовка вказує на наявність магнітного поля у її зоряній атмосфері. Напруженість повздовжної компоненти поля оціненої з аналізу крил ліній Бальмера становить 274,0 ± 56,0 гаус.